# Pensilvania
Pensilvania (en inglés: Pennsylvania), oficialmente Mancomunidad de Pensilvania (Commonwealth of Pennsylvania), es uno de los cincuenta estados que, junto con Washington D. C., forman los Estados Unidos de América. Su capital es Harrisburg y su ciudad más poblada Filadelfia, famosa por ser el lugar donde se elaboró la Declaración de Independencia y la Constitución.
Está ubicado en la región Noreste del país, división Atlántico Medio, limitando al norte con Nueva York, al noreste y este con el río Delaware que lo separa de Nueva York y Nueva Jersey respectivamente, al sur con Maryland, al suroeste con Virginia Occidental, al oeste con Ohio y al noroeste con el lago Erie. Con 12 802 503 habitantes en 2015 es el quinto estado más poblado —por detrás de California, Texas, Florida y Nueva York— y con 107,33 hab./km², el noveno más densamente poblado, por detrás de Nueva Jersey, Rhode Island, Connecticut, Massachusetts, Maryland, Delaware, Nueva York y Florida. Fue el segundo estado en ser admitido en la Unión, el 12 de diciembre de 1787.
Las dos ciudades más importantes del estado son Filadelfia, lugar de eventos importantes durante la Revolución y una zona metropolitana próspera en la época moderna, y Pittsburgh, un puerto interior ubicado en las orillas de tres ríos. Pensilvania es uno de los estados históricos de la nación.
Las montañas de Pocono y el río Delaware proporcionan actividades recreativas populares. La región de los llamados 'neerlandeses de Pensilvania', en el centro-sur del estado, es otro lugar favorito de los turistas. En realidad, no son neerlandeses, sino de origen alemán. Formados por varios grupos, incluso religiosos como los amish y los menonitas, se los conoce como «la gente llana», que viven sin la tecnología ni las comodidades modernas. Se les llama neerlandeses por la confusión entre la palabra alemana Deutsch, que significa 'alemán', con la palabra inglesa Dutch, que significa 'neerlandés'.
Los buques USS Pennsylvania fueron nombrados en honor a este estado. Ha dado su nombre al período Pensilvánico en geología. Se le conoce también como «the Keystone State» («el estado piedra angular»).

## Etimología
Aunque los suecos y los neerlandeses fueron los primeros colonos europeos, el 28 de febrero de 1681 el rey Carlos II de Inglaterra le cedió un terreno al cuáquero inglés William Penn para el pago de una deuda de 16 000 libras esterlinas (equivalentes a aproximadamente 1 960 000 en 2013, con el ajuste de la inflación) que se le debían al padre de William Penn, el almirante William Penn. Fue esta una de las concesiones de tierra más grandes que se han hecho a un individuo en la historia. Fue llamada Pennsylvania (por el apellido Penn; y sylvania se deriva del latín medieval silva, 'selva, bosque', debido a la frondosidad de sus bosques). A William Penn, quien deseaba que se llamara New Wales o Sylvania, le preocupaba que la gente pensara que él mismo había bautizado el lugar en su honor, pero el rey le pidió llamarlo Pensilvania en honor a su padre, Sir William Penn. Penn estableció un gobierno con dos innovaciones que siguieron reproduciéndose en el Nuevo Mundo: la comisión del condado y la libertad de creencia religiosa. Según algunas otras versiones, el nombre de la región proviene de una palabra de origen galés, Pen, que significa "cabeza".

## Geografía física
Pensilvania tiene 257 km de largo de norte a sur y 455 km de este a oeste. Del total de 119 282 km² de superficie del estado, 116 075 km² son tierra, 1269 km² son aguas interiores y 1940 km² corresponden a las aguas del lago Erie. Pensilvania es el 33.º estado por superficie en los Estados Unidos.
Las fronteras del estado son la llamada Línea Mason-Dixon (39°43' N) en el sur, el río Delaware en el este, 80°31' W en el oeste, y el paralelo 42° N en el norte, a excepción de un pequeño segmento al final de la parte oeste, donde un triángulo se extiende hacia el norte hasta el lago Erie. Pensilvania tiene frontera con otros seis estados: Nueva York al norte, Nueva Jersey al este, Delaware y Maryland al sudeste, Virginia Occidental al sudoeste y finalmente Ohio al oeste.
La ciudad de Filadelfia se encuentra al sudeste, Pittsburgh en el suroeste, Scranton y Wilkes-Barre en el noreste y Erie en el noroeste, con la capital estatal, Harrisburg, en el río Susquehanna en la región central de la Commonwealth.

### Mapas

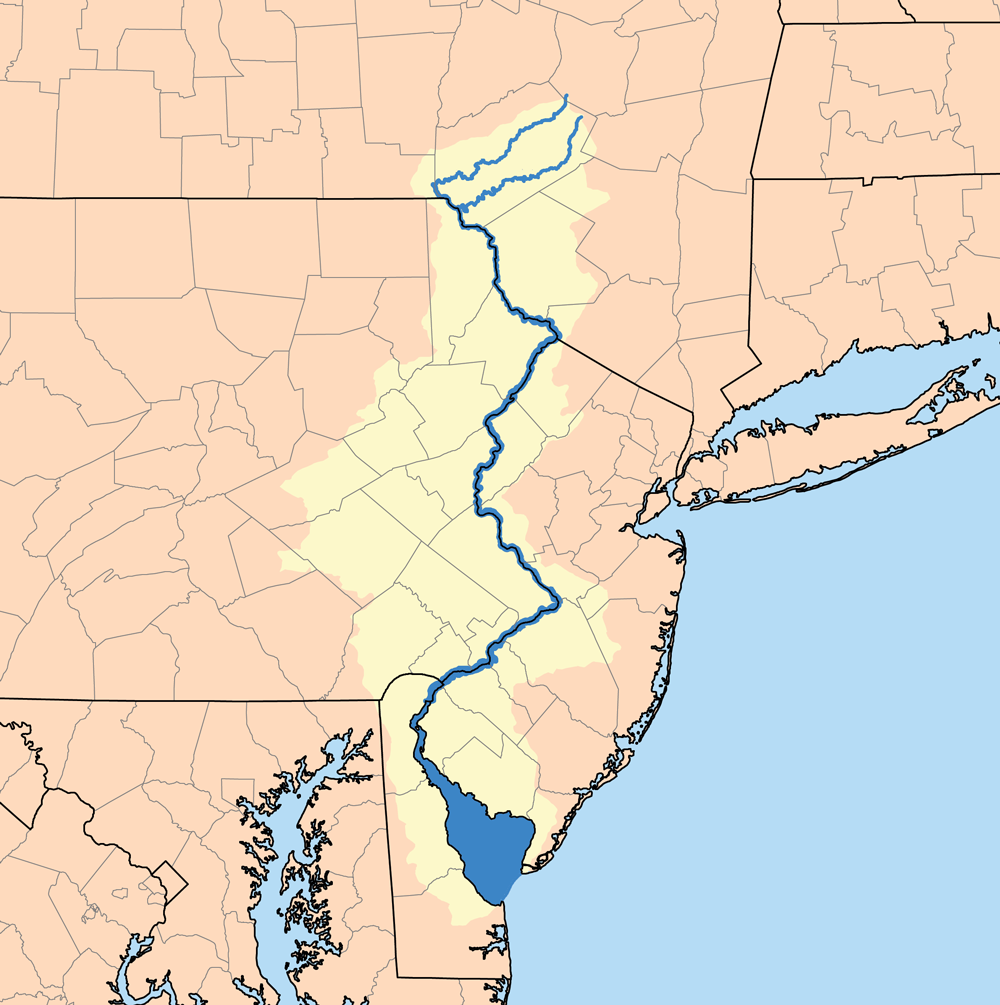
Mapa del río Delaware que forma toda la frontera este —con el estado de Nueva York y Nueva Jersey— de Pensilvania
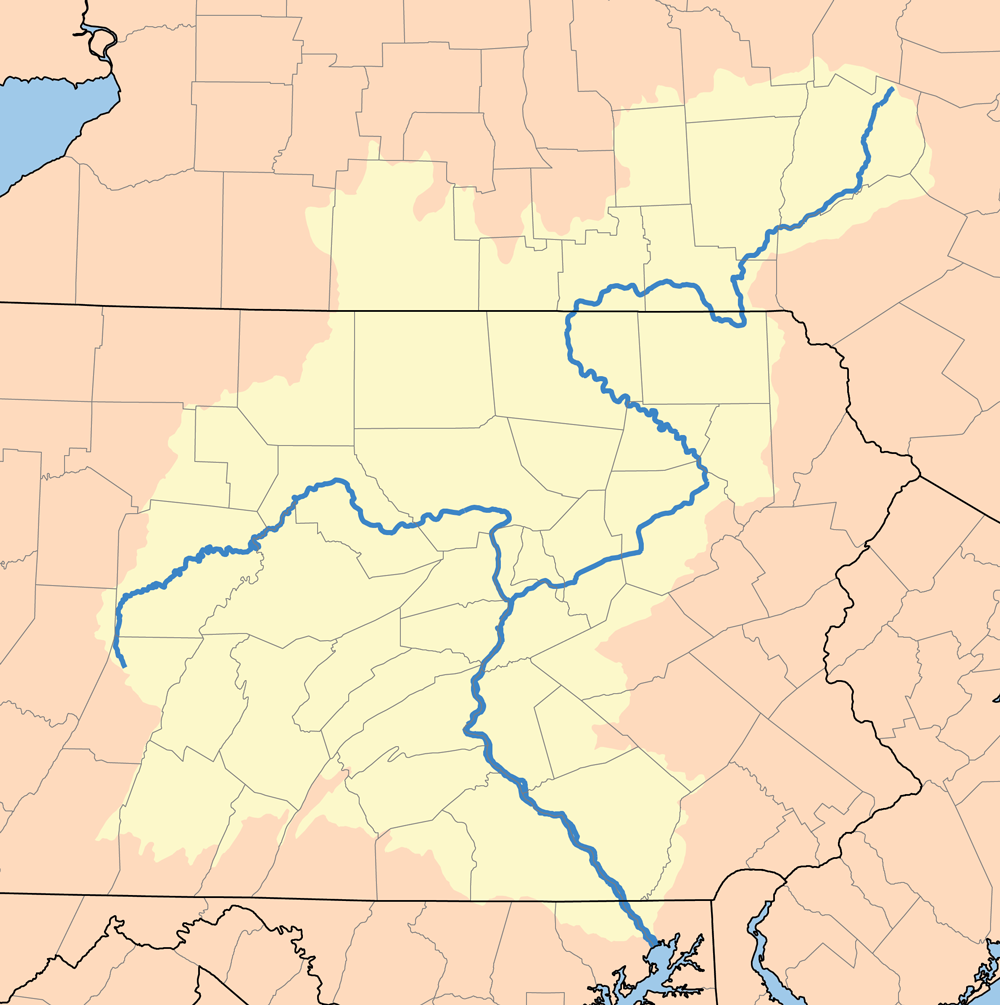
El río Susquehanna nace en el estado de Nueva York y fluye en dirección sur por el este de Pensilvania
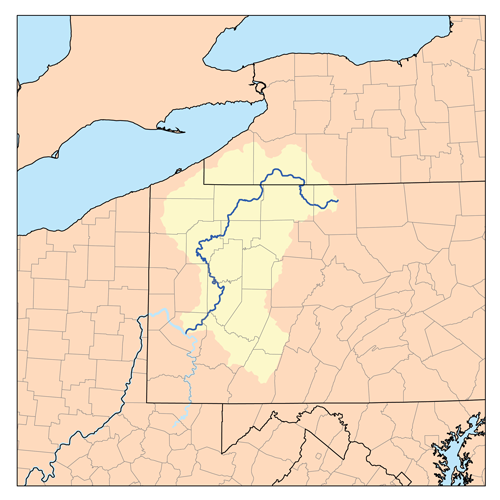
El Allegheny fluye en dirección suroeste por el noroeste de Pensilvania, hasta confluir con el Monongahela dando lugar al nacimiento del Ohio
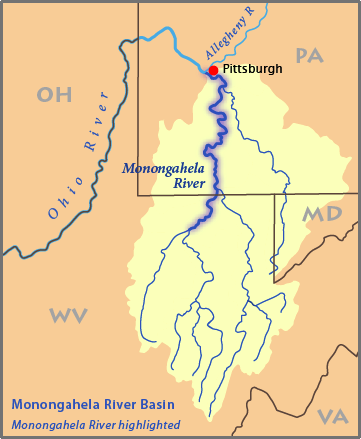
El Monongahela fluye en dirección norte por el suroeste de Pensilvania, hasta confluir con el Allegheny dando lugar al nacimiento del Ohio
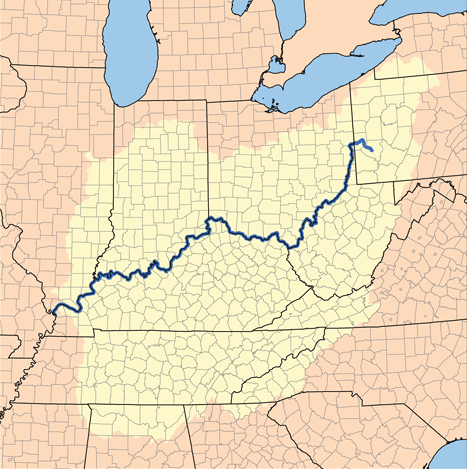
El importante río Ohio nace en el oeste de Pensilvania, como se puede ver en este mapa
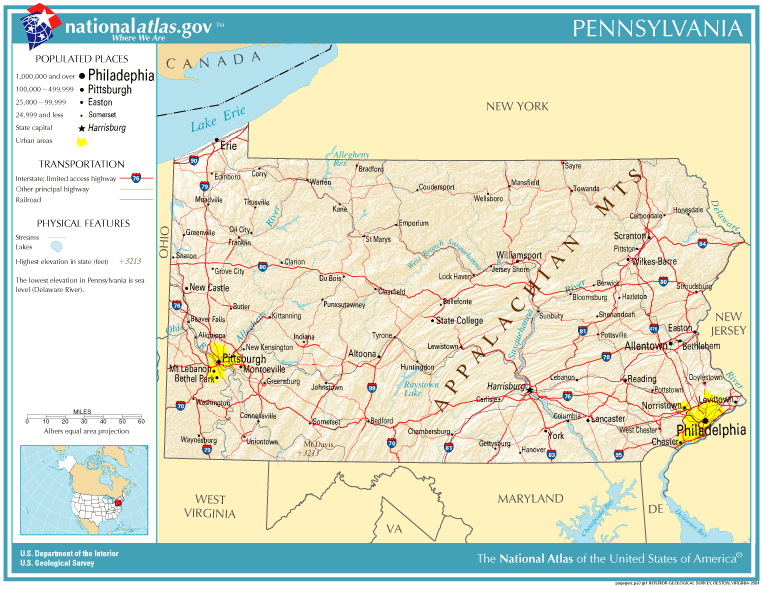
Mapa de Pensilvania mostrando las principales ciudades y carreteras

### Clima
La diversidad geográfica de Pensilvania también tiene como resultado una amplia variedad climática. Entre las dos principales zonas climáticas, la esquina sudeste del estado tiene el clima más cálido. Gran Filadelfia se encuentra en la punta meridional de la zona de clima continental húmedo, con algunas características del clima subtropical húmedo que se encuentra en Delaware y Maryland hacia el sur. Moviéndose hacia el interior montañoso del estado, el clima se hace marcadamente más frío, el número de días nublados se incrementa, y las cantidades de nevadas de invierno son mayores.
Temperatura
| Temperaturas medias mensuales altas y bajas de varias ciudades de Pensilvania (en °C) |      |      |       |      |       |       |       |       |       |      |      |      |
| Ciudad                                                                                | Ene  | Feb  | Mar   | Abr  | May   | Jun   | Jul   | Ago   | Sep   | Oct  | Nov  | Dic  |
| Scranton                                                                              | 1/-8 | 3/-7 | 8/-2  | 15/3 | 22/9  | 26/14 | 28/16 | 27/16 | 22/12 | 16/6 | 9/1  | 4/-4 |
| Erie                                                                                  | 1/-7 | 2/-6 | 7/-2  | 13/3 | 19/9  | 24/15 | 27/18 | 26/17 | 22/13 | 16/7 | 10/3 | 3/-3 |
| Pittsburgh                                                                            | 3/-7 | 4/-6 | 10/-2 | 17/3 | 22/9  | 27/13 | 29/17 | 28/16 | 24/12 | 18/5 | 12/1 | 6/-4 |
| Harrisburg                                                                            | 3/-5 | 5/-4 | 11/1  | 17/6 | 23/11 | 27/16 | 30/19 | 29/18 | 24/14 | 18/7 | 12/2 | 6/-2 |
| Filadelfia                                                                            | 4/-4 | 6/-2 | 11/2  | 17/7 | 22/13 | 27/18 | 30/21 | 29/21 | 25/16 | 19/9 | 13/4 | 7/-1 |
| Allentown                                                                             | 2/-7 | 4/-6 | 9/-2  | 16/3 | 22/9  | 26/14 | 29/17 | 28/16 | 23/12 | 17/5 | 11/1 | 4/-4 |
| Fuentes: Filadelfia, Scranton, Harrisburg, Pittsburgh, Erie, Allentown                |      |      |       |      |       |       |       |       |       |      |      |      |

La mayor parte de las zonas bajas del interior tienen un clima continental húmedo moderado (clasificación climática de Köppen Dfa), con veranos cálidos y húmedos e inviernos fríos o muy fríos. Las áreas montañosas de los Apalaches tienen un clima continental húmedo más severo (Köppen Dfb), con inviernos más fríos y nevados y veranos algo más fríos. El área del sudeste tiene un clima subtropical húmedo (Köppen Cfa) con inviernos algo más suaves.
Precipitaciones
Las áreas occidentales del estado, en particular las ciudades cerca del lago Erie, pueden registrar más de 254 cm de nieve anualmente y en todo el estado se recoge un promedio de 1041 mm de precipitaciones de lluvia a lo largo del año. Las inundaciones son más comunes en marzo y abril que durante otros meses del año.
Ciclones tropicales
Los ciclones tropicales amenazan el estado durante el verano y otoño con su principal impacto: las fuertes precipitaciones. Aunque el huracán Agnes fuera un huracán que recaló en Florida, su impacto principal fue sobre la región del Atlántico Medio, donde el Agnes se combinó con una ciclón extratropical para producir lluvias extendidas de 150 a 300 mm con cantidades que en algunos puntos al oeste del condado de Schuylkill alcanzaron los 480 mm. Estas lluvias produjeron la gran inundación que se extendió desde Virginia hacia el norte hasta Nueva York, junto con otra inundación sobre la parte occidental de las Carolinas.
Filadelfia ha recibido vientos sostenidos próximos a fuerza huracanada de ciclones tropicales en el pasado.

## Historia
La historia de la presencia humana en Pensilvania se remonta a miles de años antes de la fundación de la provincia colonial de Pensilvania en 1681. Los arqueólogos creen que el primer asentamiento en América ocurrió hace al menos 15 000 años, durante la Última Glaciación, aunque no está claro cuándo habitaron por primera vez los humanos la actual Pensilvania. Entre 10 000 y 16 000 años atrás, los nativos americanos cruzaron ambos continentes y llegaron a Norteamérica. El refugio rocoso de Meadowcroft, en el municipio de Jefferson, alberga los primeros indicios conocidos de actividad humana en Pensilvania y quizás en toda Norteamérica, incluidos los restos de una civilización que existió hace más de 10 000 años y que posiblemente precedió a la cultura Clovis. Para el año 1000 d. C., a diferencia de sus ancestros nómadas cazadores-recolectores, la población nativa de Pensilvania había desarrollado técnicas agrícolas y una economía alimentaria mixta.
Para cuando comenzó la colonización europea de América, al menos dos importantes tribus indígenas americanas habitaban Pensilvania. La primera, los lenape, hablaba una lengua algonquina y habitaba la región oriental del estado, entonces conocida como Lenapehoking. Comprendía la mayor parte de la actual Nueva Jersey y las regiones de los valles de Lehigh y Delaware en el este y sureste de Pensilvania. El territorio de los lenape terminaba en algún punto entre el río Delaware en el este y el río Susquehanna en el centro de Pensilvania. La segunda tribu, los susquehannock, hablaba una lengua iroquesa y estaba asentada en el este de Pensilvania, a lo largo del río Susquehanna. Las enfermedades europeas y las constantes guerras con varias tribus y grupos europeos vecinos debilitaron a estas dos tribus, que se vieron enormemente superadas económicamente, ya que los hurones y los iroqueses les impidieron avanzar hacia el oeste, hacia Ohio, durante las Guerras de los Castores. Al perder número y territorio, los hurones abandonaron gran parte de su territorio occidental y se acercaron al río Susquehanna, mientras que las tribus iroquesas y mohawks se desplazaron más al norte. Al noroeste del río Allegheny se encontraban los petunes iroqueses, que se dividieron en tres grupos durante las Guerras de los Castores: los petunes de Nueva York, los wyandot de Ohio y los tiontatecaga del río Kanawha, en el sur de Virginia Occidental. Al sur del río Allegheny se encontraba una nación conocida como calicua, que posiblemente formó parte de la cultura monongahela.

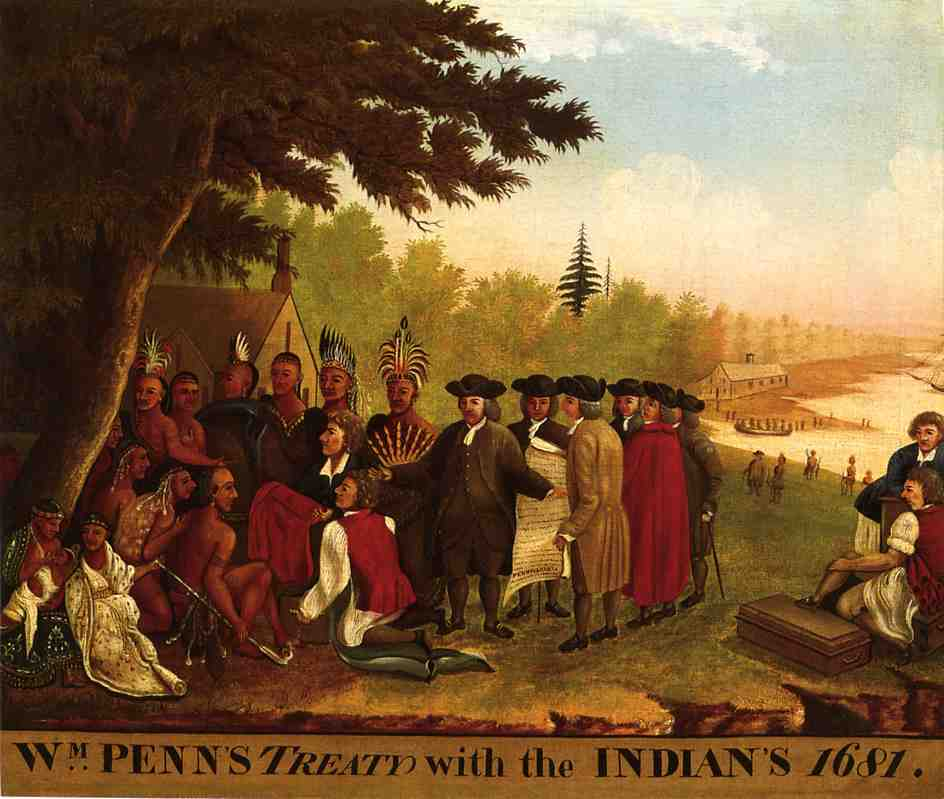
Tratado de William Penn con los indios, pintura de Edward Hicks.

En 1681 Carlos II concedió una carta de derechos sobre estas tierras a William Penn, para reembolsar una deuda de 20 000£ (aproximadamente 30 000 000$ en 2007) que adeudaba al padre de William, el almirante Penn. Esta entrega fue una de las concesiones de tierras más grande hecha a un individuo en la historia. El lugar fue llamado Pensilvania (Pensilvania en español), que significa «los Bosques de Penn», en honor al almirante Penn. William Penn, que quería que su provincia se llamara simplemente «Sylvania», estaba avergonzado por el cambio, temiendo que la gente pensara que él la había nombrado en honor a sí mismo, pero Carlos II no cambió el nombre de las tierras concedidas.
Penn estableció un gobierno con dos innovaciones que sirvieron como referentes posteriores en el Nuevo Mundo: la creación de las Comisiones de Condado (cuerpo de oficiales electos para el mantenimiento de la ley y el orden) y el establecimiento de la libertad de culto.
Entre 1730 y 1764, momento en que fue abolido por el Parlamento con la Ley Monetaria de 1764, la Colonia de Pensilvania tuvo su propio papel moneda, el llamado «Vale Colonial» (Colonial Scrip), a causa de la escasez de oro y plata en aquellos momentos. La Colonia emitió billetes de crédito que eran tan válidos como monedas de oro o de plata debido a su estatus de dinero de curso legal. El ser emitidos por el gobierno y no por una institución bancaria, era una proposición sin interés, que sufragaba en gran parte los gastos del gobierno y por lo tanto los impuestos de la gente. Esto promovió el empleo general y la prosperidad ya que el Gobierno fue discreto y no emitió demasiado para evitar la inflación. Benjamin Franklin participó en la creación de este dinero, del cual dijo que su utilidad nunca debía ser discutida y también contó con la «aprobación cautelosa» de Adam Smith.
Después del Congreso de la Ley del Timbre de 1765, el Delegado John Dickinson (de Filadelfia) escribió la Declaration of Rights and Grievances (Declaración de Derechos y Quejas) donde se afirmaba que los colonos americanos eran iguales a los demás ciudadanos británicos, protestando por la aplicación de impuestos sin la correspondiente representación colonial. El Congreso fue la primera reunión de las Trece Colonias, convocadas a petición de la Asamblea de Massachusetts, aunque solo nueve colonias enviaron delegados. Ante la negativa británica, Dickinson escribió Letters from a Farmer in Pennsylvania: To the Inhabitants of the British Colonies (Cartas de un agricultor en Pensilvania, a los habitantes de las Colonias británicas), que fueron publicadas en el periódico Pennsylvania Chronicle entre el 2 de diciembre de 1767 y el 15 de febrero de 1768 donde Dickinson intentaba persuadir a sus lectores (a ambos lados del Atlántico) tanto del error económico como de la inconstitucionalidad de no tener en cuenta los derechos de los ingleses que vivían en las Colonias americanas.
Cuando los llamados «padres fundadores» de los Estados Unidos decidieron reunirse en Filadelfia en 1774, 12 colonias enviaron representantes al Primer Congreso Continental. El Primer Congreso Continental preparó y firmó en Filadelfia la Declaración de la Independencia, pero cuando la ciudad fue capturada por los británicos, el Congreso Continental se trasladó hacia el oeste, reuniéndose en el juzgado de Lancaster el sábado 27 de septiembre de 1777 y posteriormente en York. Allí prepararon los Artículos de la Confederación que unió a las 13 colonias y el Congreso actuó de facto como Gobierno de lo que se convertiría en los Estados Unidos. Más tarde, se redactó la Constitución y Filadelfia fue elegida de nuevo para ser la cuna de la nueva Nación. Pensilvania fue el segundo estado en ratificar la Constitución estadounidense, el 12 de diciembre de 1787, 5 días después de Delaware, que fue el primero.

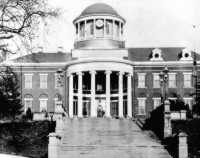
El «Redbrick Capitol», utilizado desde 1821 hasta su incendio en 1897.

El Dickinson College de Carlisle, que recibió su nombre en honor a John Dickinson, fue el primer college fundado en el país. Establecido originalmente en 1773 como un «Grammar School», este centro educativo fue oficialmente fundado como universidad el 9 de septiembre de 1783, cinco días después de que se firmara el Tratado de París, haciendo de la universidad la primera fundada en los recién reconocidos Estados Unidos de América.
Durante medio siglo, la legislatura de la Commonwealth celebró sus reuniones en diversos lugares del área de Filadelfia antes de reunirse con regularidad en el Independence Hall de Filadelfia durante 63 años. Pero la Asamblea necesitaba una posición más céntrica y así, en 1799, la legislatura se movió al Juzgado de Lancaster y finalmente en 1812 a Harrisburg. La Asamblea celebró sus sesiones en el viejo Juzgado del condado de Dauphin hasta diciembre de 1821, cuando se terminó la construcción del Redbrick Capitol. Este sufrió un incendió en 1897, probablemente debido a una chimenea defectuosa. La legislatura se reunió entonces en la Iglesia Metodista de Grace en la calle State (todavía en pie en la actualidad), hasta que el actual edificio del Congreso fue terminado en 1907.
El nuevo Capitolio del Estado se inspiró en las cúpulas de la Basílica de San Pedro en Roma y en el Congreso de los Estados Unidos. El presidente Theodore Roosevelt lo calificó como «el Congreso estatal más hermoso de la nación» durante su inauguración. En 1989 el New York Times lo elogió como «Magnífico, incluso imponente por momentos, pero también es un edificio funcional, accesible a los ciudadanos... un edificio que conecta con la realidad de la vida diaria».
Pensilvania cuenta con el nueve por ciento de todas las áreas boscosas de los Estados Unidos. En 1923 el presidente Calvin Coolidge estableció el Bosque Nacional Allegheny bajo la autoridad de la llamada Weeks Act de 1911, en la parte noroeste del estado, en los condados de Elk, Forest, McKean y Warren con el objetivo de producción de madera y protección de la cuenca del río Allegheny. El Allegheny es el único bosque nacional del estado.
James Buchanan, del condado de Franklin, fue el único presidente de los Estados Unidos soltero, y el único nacido en Pensilvania. La Batalla de Gettysburg (la batalla que tuvo más bajas en los Estados Unidos y generalmente considerada crucial en la guerra civil estadounidense) tuvo lugar cerca de Gettysburg. Unos 350 000 ciudadanos de Pensilvania sirvieron en el Ejército de la Unión junto con 8600 voluntarios afroamericanos. En 1859 Edwin Drake perforó el primer pozo petrolífero comercial estadounidense cerca de Titusville, que se convirtió en el comienzo del gran boom del negocio petrolero en los Estados Unidos.

## Demografía
El centro de población de Pensilvania se encuentra localizado en el condado de Perry, en el borough de Duncannon.
La mayoría de los hispanos o latinoamericanos en Pensilvania son de ascendencia puertorriqueña. La mayor parte de la población hispana o latina restante está compuesta por mexicanos y dominicanos. La mayoría de los hispanos o latinos se concentran en Filadelfia, Lehigh Valley y South Central Pennsylvania. La mayoría de los negros viven en el área de Filadelfia, Pittsburgh y el centro sur de Pensilvania. Los blancos no hispanos constituyen la mayoría de Pensilvania; en su mayoría descienden de inmigrantes alemanes, irlandeses, escoceses, galeses, italianos e ingleses. Las partes rurales del centro sur de Pensilvania son reconocidas a nivel nacional por sus notables comunidades Amish. El valle de Wyoming, incluidos Scranton y Wilkes-Barre, tiene el porcentaje más alto de residentes blancos de cualquier área metropolitana con una población de 500 000 habitantes o más en los EE. UU.; en el Valle de Wyoming, el 96,2 % de la población afirma ser blanca sin antecedentes hispanos. El centro de población de Pensilvania está en Duncannon en el condado de Perry.
En el año 2006 Pensilvania tenía una población estimada de 12 440 621 personas, que supone un aumento de 35 273 personas con respecto al año anterior y un aumento de 159 567 personas desde el año 2000. La migración neta de otros estados resultó en una disminución de 27 718 personas y la inmigración de otros países supuso un aumento de 126 007 personas. La migración neta a la Commonwealth fue de 98 289 personas. La migración de personas nativas de Pensilvania supuso una disminución de 100 000 personas. En 2006, el 5 % de los pensilvanos eran nacidos en el extranjero (621 480 personas). El estado tuvo en 2005 una tasa de pobreza estimada del 11,9 %. Pensilvania tenía la tercera proporción más alta de ciudadanos mayores de 65 años en 2005.
Los ciudadanos de Pensilvania no nacidos en el estado provienen principalmente de Asia (36,0 %), Europa (35,9 %), América Latina (30,6 %); el 5 % proviene de África, el 3,1 % de Norteamérica y el 0,4 % de Oceanía. La población registrada de hispanos de Pensilvania, sobre todo entre las razas asiáticas, hawaianas y blancas, ha aumentado de forma significativa en los últimos años. No está claro en que medida este cambio refleja un cambio en la población o refleja un incremento en la voluntad de autoidentificar su estatus de minoría.
| Composición racial   | 1990   | 2000   | 2010   |
| -------------------- | ------ | ------ | ------ |
| Blancos              | 88,5 % | 85,4 % | 81,9 % |
| Afroamericanos       | 9,2 %  | 10,0 % | 10,9 % |
| Asiáticos            | 1,2 %  | 1,8 %  | 2,8 %  |
| Nativos              | 0,1 %  | 0,1 %  | 0,2 %  |
| Isleños del Pacífico | –      | –      | –      |
| Otro                 | 1,0 %  | 1,5 %  | 2,4 %  |
| Dos o más razas      | –      | 1,2 %  | 1,9 %  |

Un 5,9 % de la población del estado tiene menos de 5 años, el 23,8 % menos de 18 y un 15,6 % tiene 65 años o más. Las mujeres representan el 51,7 % de la población. Los cinco grupos de ascendencia autorreconocidos más numerosos en Pensilvania son: alemanes (27,66 %), irlandeses (17,66 %), italianos (12,82 %), ingleses (8,89 %) y polacos (7,23 %).
| Datos demográficos de Pensilvania (csv)                                              | Datos demográficos de Pensilvania (csv) | Datos demográficos de Pensilvania (csv) | Datos demográficos de Pensilvania (csv) | Datos demográficos de Pensilvania (csv) | Datos demográficos de Pensilvania (csv) |
| Por raza                                                                             | Blanca                                  | Negra                                   | AIAN*                                   | Asiática                                | NHPI*                                   |
| ------------------------------------------------------------------------------------ | --------------------------------------- | --------------------------------------- | --------------------------------------- | --------------------------------------- | --------------------------------------- |
| 2000 (población total)                                                               | 87,60 %                                 | 10,71 %                                 | 0,43 %                                  | 2,04 %                                  | 0,07 %                                  |
| 2000 (solo hispanos)                                                                 | 2,74 %                                  | 0,44 %                                  | 0,06 %                                  | 0,03 %                                  | 0,02 %                                  |
| 2005 (población total)                                                               | 86,83 %                                 | 11,20 %                                 | 0,45 %                                  | 2,46 %                                  | 0,09 %                                  |
| 2005 (solo hispanos)                                                                 | 3,52 %                                  | 0,53 %                                  | 0,07 %                                  | 0,05 %                                  | 0,02 %                                  |
| Crecimiento 2000/05 (población total)                                                | 0,32 %                                  | 5,83 %                                  | 5,64 %                                  | 22,23 %                                 | 18,99 %                                 |
| Crecimiento 2000/05 (solo no hispanos)                                               |                                         |                                         |                                         |                                         |                                         |
| 5,21 %                                                                               | 2,77 %                                  | 21,86 %                                 | 14,13 %                                 |                                         |                                         |
| Crecimiento 2000/05 (solo hispanos)                                                  | 29,86 %                                 | 20,24 %                                 | 23,61 %                                 | 45,64 %                                 | 35,44 %                                 |
| *AIAN es amerindio o nativo de Alaska; NHPI es hawaiano nativo o isleño del Pacífico |                                         |                                         |                                         |                                         |                                         |

| Gráfica de evolución demográfica de Pensilvania entre 1790 y 2020 |
|                                                                   |

### Educación

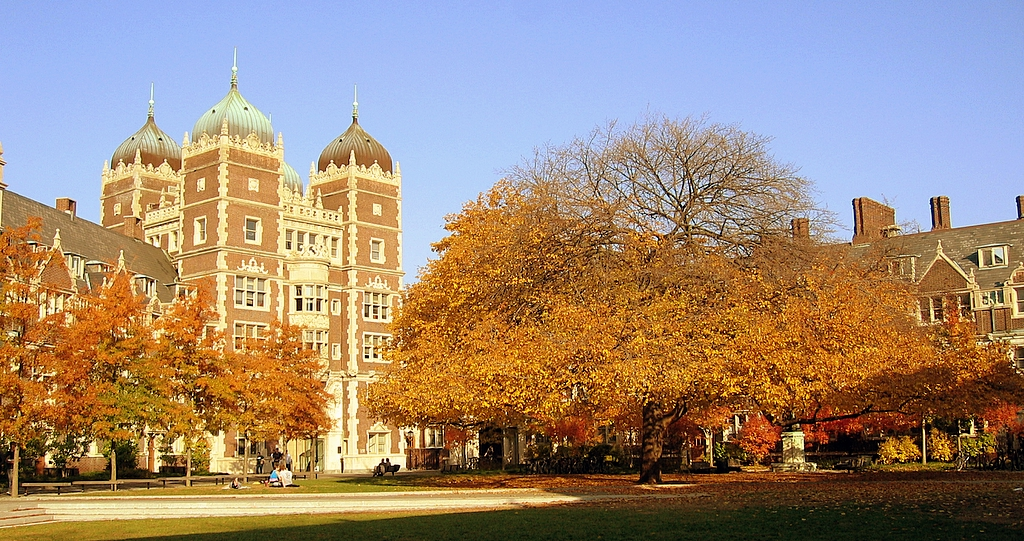
La Universidad de Pensilvania en Filadelfia.

La educación en Pensilvania, se puede dividir en universidades, educación secundaria y primaria. Algunas de sus mejores universidades son:
- Universidad de Pensilvania
- Universidad Estatal de Pensilvania
- Universidad Carnegie Mellon
- Universidad de Temple
- Universidad de Pittsburgh
- Universidad Lincoln
- Universidad Drexel
- Universidad Immaculata

### Idiomas
Pensilvania no tiene idioma oficial, pero el idioma oficial de facto es inglés.
Aparte del año 2010, 90,15 % de la población con 5 años o más habla inglés como su idioma primario, mientras 4,09 % habla español, 0,87 % habla alemán o neerlandés de Pensilvania, 0,47 % habla chino. En total, el 9,85 % de la población con edad mayor que 5 años habla idioma aparte de inglés como su lengua materna.

### Religión
- Protestantismo 49 %
- Catolicismo 24 %
- Otras religiones 6 %
- Sin religión 21 %

The new sovereign also enacted several wise and wholesome laws for his colony, which have remained invariably the same to this day. The chief is, to ill–treat no person on account of religion, and to consider as brethren all those who believe in one God.
El nuevo soberano también decretó varias leyes sabias y beneficiosas para su colonia, que han permanecido invariables hasta este día. El mandatario está, no para maltratar a ninguna persona debido a su religión, sino para considerar como hermanos a todos aquellos que creen en un Dios.
Voltaire, hablando de William Penn

Desde la época colonial, Pensilvania (junto con Rhode Island) se caracterizó por su diversidad religiosa y fue ejemplo de convivencia de múltiples religiones y esta diversidad religiosa todavía perdura en la actualidad.
La población de Pensilvania en 2000 era de 12 281 054 personas. De éstas, se estimó que 8 448 193 pertenecían a algún tipo de religión organizada. Según la Association of Religion Data Archives (ARDA) de la Universidad Estatal de Pensilvania, existen datos fidedignos de 7 116 348 personas pertenecientes a grupos religiosos en Pensilvania en 2000, que siguen 115 doctrinas diferentes. Su afiliación religiosa era:
- Catolicismo: 3 802 524 (53,43 %)
- Iglesia ortodoxa: 75 354 (1,06 %)

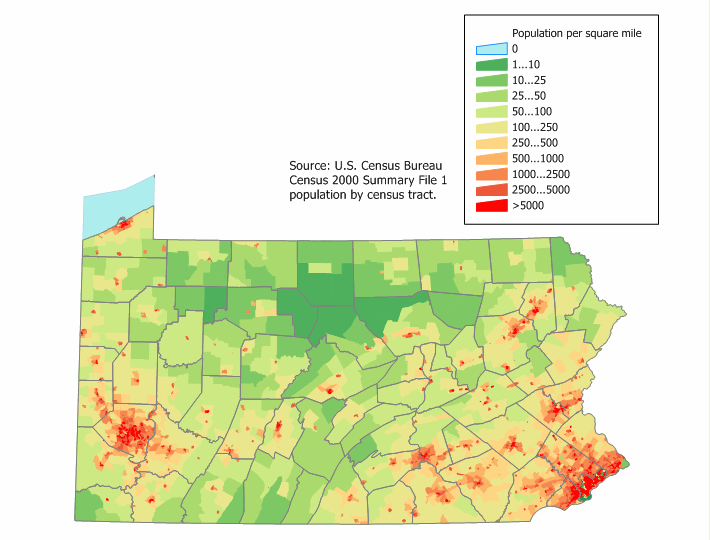
Distribución poblacional en Pensilvania.

- Protestantismo Histórico: 2 140 682 (30 %)
  - Iglesia Metodista Unida: 659 350 (9,27 %)
  - Evangélica Luterana en Estados Unidos: 611 913 (8,60 %)
  - Iglesias presbiterianas: 324 714 (4,56 %)
  - Iglesia Unida de Cristo: 241 844 (3,40 %)
  - Iglesias baptistas estadounidenses: 132 858 (1,87 %)
  - Iglesia Episcopal: 116 511 (1,64 %)
- Protestantes Contemporáneos: 704 204 (10 %)
  - Asambleas de Dios Estadounidense: 84 153 (1,18 %)
  - Iglesia de los Brethren: 52 684 (0,74 %)
  - Iglesia Menonita estadounidense: 48 215 (0,68 %)
  - Alianza Cristiana y Misionera: 45 926 (0,65 %)
  - Convención Bautista del Sur: 44 432 (0,62 %)
  - Iglesias independientes no carismáticas: 42 992 (0,60 %)
- Otras teologías: 393 584 (5,53 %)
  - Judíos estimados: 283 000 (3,98 %)
  - Musulmanes estimados: 71 190 (1,00 %)
  - Asociación de Congregaciones de Unitarismo Universalista: 6778 (0,10 %)
  - La Iglesia de Jesucristo de los Santos de los Últimos Días: 31 032 (0,44 %)

En el año 2000 Pensilvania tenía la mayor concentración de población amish de los Estados Unidos (44 000), seguida por Ohio (43 000) e Indiana (33 000).
A pesar de que Pensilvania debe su existencia a los cuáqueros y muchos de los antiguos atavíos de la Commonwealth tienen sus raíces en la Sociedad Religiosa de los Amigos (como se les conoce oficialmente), los cuáqueros practicantes son una pequeña minoría en la actualidad.

## Principales ciudades y municipios

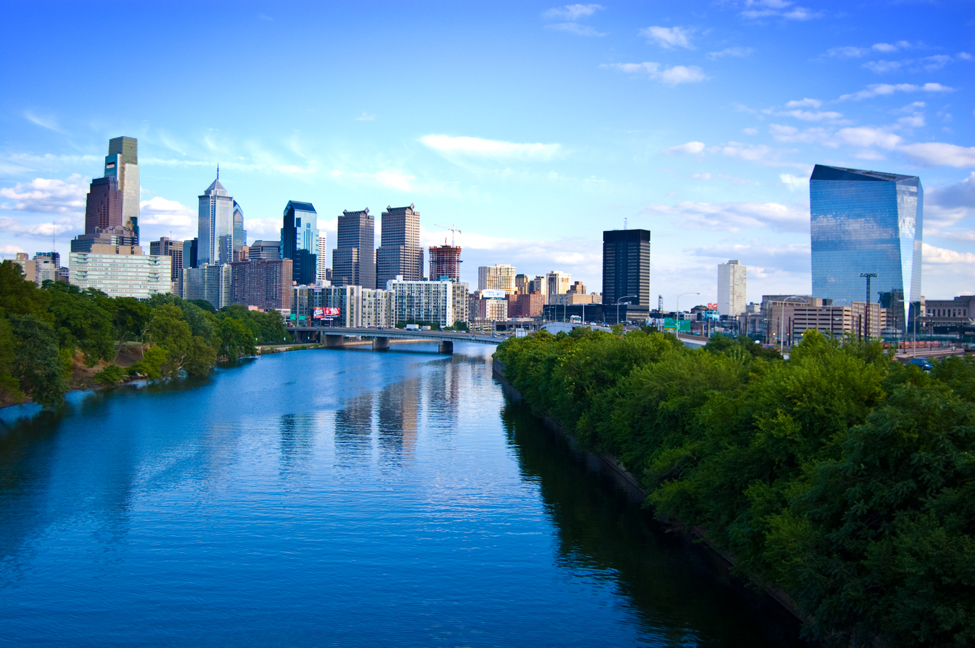
Panorama urbano de Filadelfia, la mayor ciudad de Pensilvania y la 5.ª mayor área metropolitana de los Estados Unidos.

Los municipios de Pensilvania están incorporadas como ciudades de distintas clases, bien como «borough», como «township» de distintas clases o bajo estatutos locales. Una «village» a menudo identificada por una señal al borde del camino, no está incorporada y es simplemente un lugar sin fronteras claras. En el estado existen 2567 municipalidades.
Hay cierta confusión sobre el número de pueblos («towns») en Pensilvania. En 1870, Bloomsburg, la sede del condado de Columbia se incorporó como pueblo y está reconocida en publicaciones del gobierno estatal como «el único pueblo incorporado» de Pensilvania. Sin embargo, en 1975, el municipio de McCandless, en el condado de Allegheny adoptó un estatuto local bajo el nombre de «Town of McCandless».

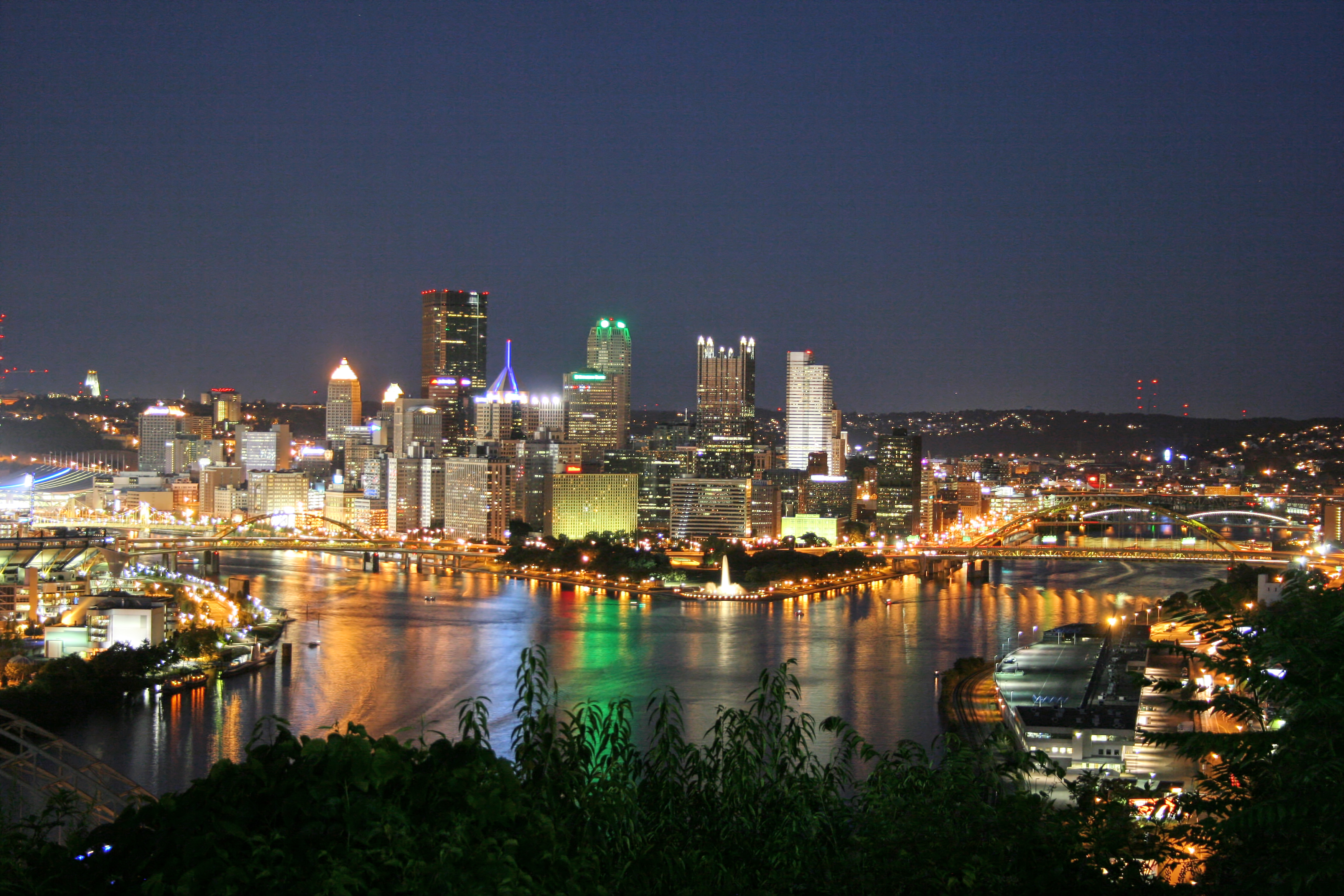
Pittsburgh, segunda mayor ciudad del estado y la 21.ª área metropolitana del país.

Las diez mayores ciudades de Pensilvania, ordenadas por población, son:
| N.º | Ciudad     | Condado            | Población (2010) |
| --- | ---------- | ------------------ | ---------------- |
| 1   | Filadelfia | Filadelfia         | 1 526 006        |
| 2   | Pittsburgh | Allegheny          | 305 704          |
| 3   | Allentown  | Lehigh             | 118 032          |
| 4   | Erie       | Erie               | 101 786          |
| 5   | Reading    | Berks              | 88 082           |
| 6   | Scranton   | Lackawanna         | 76 089           |
| 7   | Bethlehem  | Lehigh/Northampton | 74 982           |
| 8   | Lancaster  | Lancaster          | 59 322           |
| 9   | Harrisburg | Dauphin            | 49 528           |
| 10  | Altoona    | Blair              | 46 320           |

## Economía

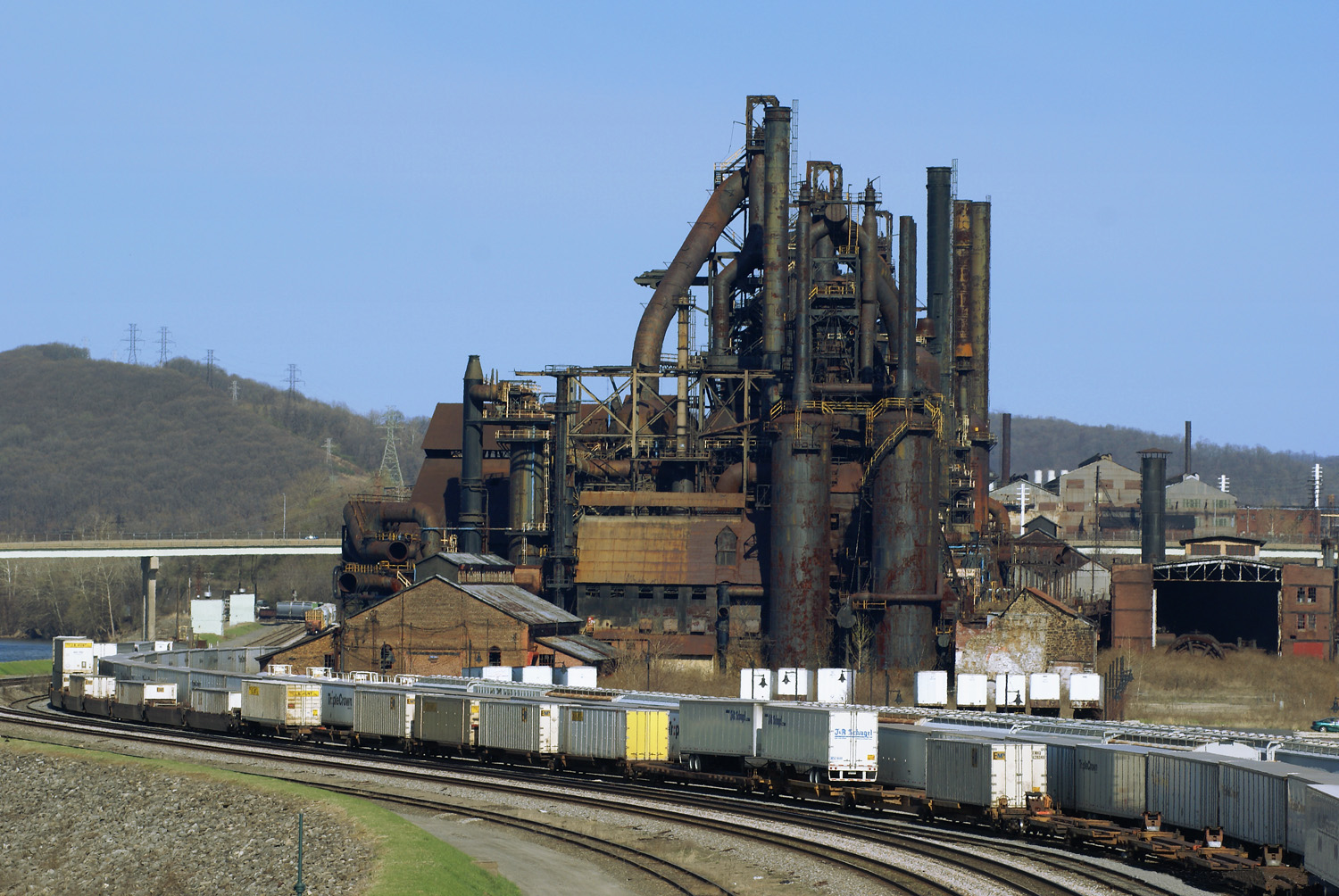
La acería Bethlehem Steel, ubicada en Bethlehem, llegó a ser una de las mayores de Estados Unidos y fue derribada en 2009 para levantar el Sands Casino Resort Bethlehem.

El producto interno bruto de Pensilvania en 2007 fue de 531 110 millones de dólares. Por renta per cápita Pensilvania, con 35 153 dólares, se sitúa en el puesto 42 entre los 50 estados estadounidenses.
Filadelfia en el sudeste, Pittsburgh en el sudoeste, Erie a la orilla del lago Erie en el noroeste del estado, la región del valle del Wyoming al nordeste y la región metropolitana de Allentown-Bethlehem-Easton al centro son centros urbanos de manufactura, con el resto de la Commonwealth que se conserva mucho más rural; esta dicotomía afecta a la política y a la economía estatal. Filadelfia es sede de diez compañías del Fortune 500 en el año 2007, la mayoría situadas en suburbios como King of Prussia. Pensilvania es líder en el sector financiero y la industria de seguros. Pittsburgh se sede de siete empresas del Fortune 500, incluyendo U.S. Steel, PPG Industries, H. J. Heinz y Alcoa. En total, Pensilvania es sede de cincuenta empresas del Fortune 500.
Como en el conjunto de los Estados Unidos y en la mayor parte de sus estados, la mayor empresa privada por número de empleados en la Commonwealth es Wal-Mart, seguida de la Universidad de Pensilvania, United Parcel Service y Giant Food. La mayor empresa de manufactura por número de empleados del estado es Merck. En Pensilvania se encuentra la sede la famosa compañía chocolatera Hershey´s, en la ciudad homónima, cerca de Lancaster.

### Agricultura
En 2002 Pensilvania ocupaba la decimonovena posición del país en producción agrícola, pero se sitúa primero en fungicultura, tercero en la producción de árboles de Navidad y huevos, cuarto en viveros, leche, maíz para ensilado y viticultura. Se sitúa octavo en la nación por producción vinícola.

## Deporte

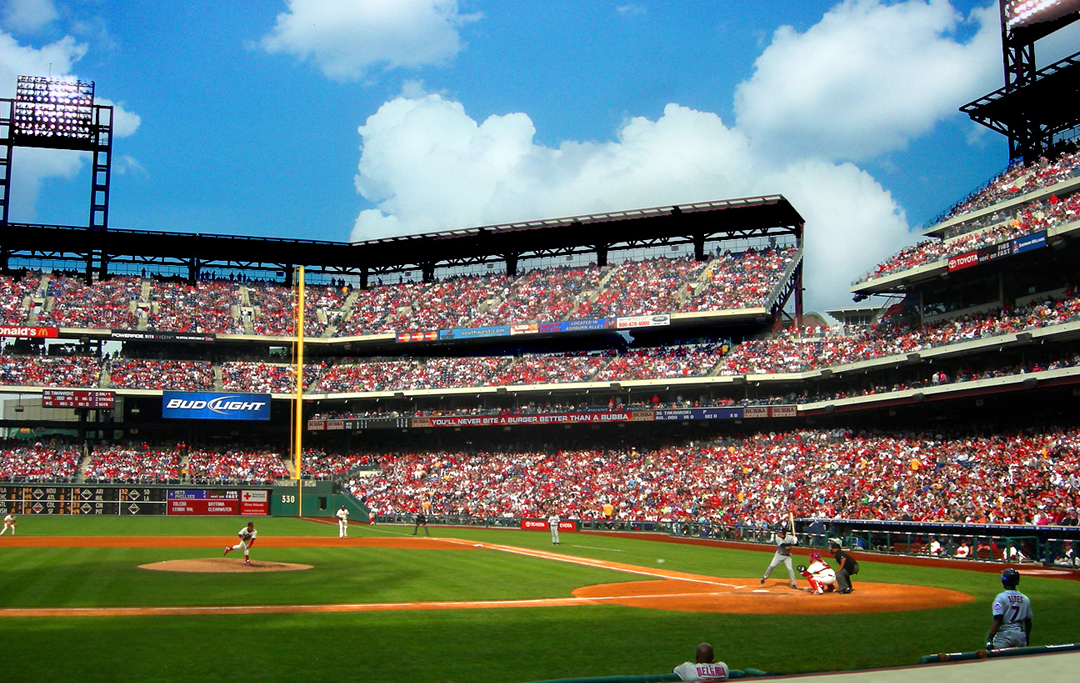
El Citizens Bank Park es el estadio del equipo de béisbol Philadelphia Phillies.

Pensilvania es sede de muchos equipos que participan en las ligas nacionales del deporte profesional: los Philadelphia Phillies y los Pittsburgh Pirates en las Grandes Ligas de Béisbol, los Philadelphia Eagles y los Pittsburgh Steelers en la NFL; los Philadelphia 76ers en la National Basketball Association; Philadelphia Union de la Major League Soccer; los Philadelphia Flyers y los Pittsburgh Penguins en la NHL; los Erie Bayhawks en la NBA Development League; y Philadelphia Soul en la Arena Football League. Estos equipos han acumulado 7 Series Mundiales (Pirates 5, Phillies 2), 14 Ligas Nacionales, 3 campeonatos de la NFL pre-Super Bowl (Eagles), 7 Super Bowl (Steelers 6, Eagles 1), 1 campeonato Arena Bowl (Soul), 2 campeonatos NBA (76ers) y 7 ganadores de la Stanley Cup (Flyers 2, Penguins 5).
El fútbol americano universitario es muy popular en el estado. Los Pittsburgh Panthers ganaron nueve campeonatos nacionales (1915, 1916, 1918, 1929, 1931, 1934, 1936, 1937 y 1976) y permanecieron invictos en 8 temporadas (1904, 1910, 1915, 1916, 1917, 1920, 1937 y 1976). Los Penn State Nittany Lions con su entrenador Joe Paterno conquistaron dos campeonatos nacionales (1982 y 1986) y permanecieron invictos en cinco temporadas (1968, 1969, 1973, 1986 y 1994). Penn State juega sus partidos en el mayor estadio de los Estados Unidos, el Beaver Stadium, con capacidad para 107 282 espectadores. Otros equipos universitarios del estado consiguieron títulos nacionales de fútbol americano: el Lafayette College (1896) y la Universidad de Pensilvania (1895, 1897, 1904 y 1908).
El baloncesto universitario también es muy popular en Pensilvania, especialmente en el área de Filadelfia, donde cinco universidades (conocidas como las Big Five) tienen una gran tradición en la División I de la NCAA de baloncesto. Las siguientes universidades del estado han conseguido títulos nacionales de baloncesto universitario: Universidad de La Salle (1954), Temple University (1938), Universidad de Pensilvania (1920 y 1921), Universidad de Pittsburgh (1928 y 1930) y Universidad Villanova (1985).
Los óvalos de carreras Nazareth Speedway y Pocono Raceway han albergado carreras de la Copa NASCAR, CART e IndyCar Series.
Arnold Palmer, uno de los principales golfistas profesionales del siglo XX, es originario de Latrobe, y Jim Furyk, uno de los principales golfistas profesionales del siglo XXI, creció cerca Lancaster. Los campos de golf de Oakmont y Merion han sido sede de numerosas ediciones del Abierto de los Estados Unidos. Filadelfia fue sede de los X Games de 2001 y 2002.